# Manoir de Königstedt
Le manoir de Königstedt (finnois : Königstedtin kartano ; suédois : Königstedt gård) est un manoir historique situé dans le quartier Seutula de Vantaa en Finlande. 

## Présentation
Le manoir se situe sur les berges de la rivière Vantaanjoki à environ 25 km du centre d'Helsinki.
Le manoir appartient aujourd'hui au gouvernement de Finlande, qui s'en sert pour des réunions, négociations ou réceptions officielles,,,.

## Histoire
On trouve une première mention du manoir en 1511. C'est alors Olavi Niilonpoika, chef de la police locale, qui en est le propriétaire. Un propriétaire successif, le capitaine Johan Köhn, est élevé à la noblesse sous le nom de Köhnningstedt, et donne alors son nom au manoir.
Le bâtiment actuel a été construit par le conseiller d'État Jacob Wilhem Hisinger en 1816, sur des plans officiellement dessinés par Carl Ludwig Engel, même si certains estiment qu'il s'agirait plutôt de son assistant, Pehr Granstedt. Au XXe siècle, le manoir change plusieurs fois de propriétaire. On peut citer par exemple Robert Mattson, le colonel Mikael Gripenberg, ou encore le baron Gustaf Wrede. Sa veuve, la baronne Asta Wrede, vend le manoir au gouvernement finlandais en 1961.
Les discussions de paix entre le Mouvement pour un Aceh libre et le gouvernement indonésien ont été hébergées par le président finlandais Martti Ahtisaari au manoir en 2005. En 2018, plusieurs réunions entre les délégations nord-coréenne, sud-coréenne et américaine ont eu lieu, afin de préparer le Sommet entre la Corée du Nord et les États-Unis de 2018. Plusieurs réunions US-Russie ont également eu lieu à Königstedt.

## Architecture
L'extérieur est conçu dans un style néoclassique et a été peint en nuances de blanc et de jaune en 1825. L'intérieur est de style empire, en plusieurs nuances de gris avec quelques touches de couleurs plus fortes. Les principales salles sont le hall d'entrée, la bibliothèque, la salle à manger, la salle de réception jaune, le salon vert et le salon bleu. Les meubles représentent plusieurs styles : empire, gustavien, néo-rococo,.
Le manoir a subi plusieurs restaurations. Lors de la première restauration, une véranda (avec des colonnes ioniques) a été ajoutée. Dans les années 1930, une colonnade est ajoutée côté jardin ; Dans les années 1950, le chauffage central a été installé. La dernière grande restauration a eu lieu en 1997, avec l'ajout de la climatisation et la rénovation des installations électriques.
Un parc d'environ 35 hectares entoure le manoir. Il a été principalement utilisé pour l'agriculture et l'élevage, mais a également contenu un verger (pommiers), une verrerie, une scierie, un moulin et une chapelle. La propriété comporte toujours un sauna au toit de tourbe, encore utilisé,.

## Galerie

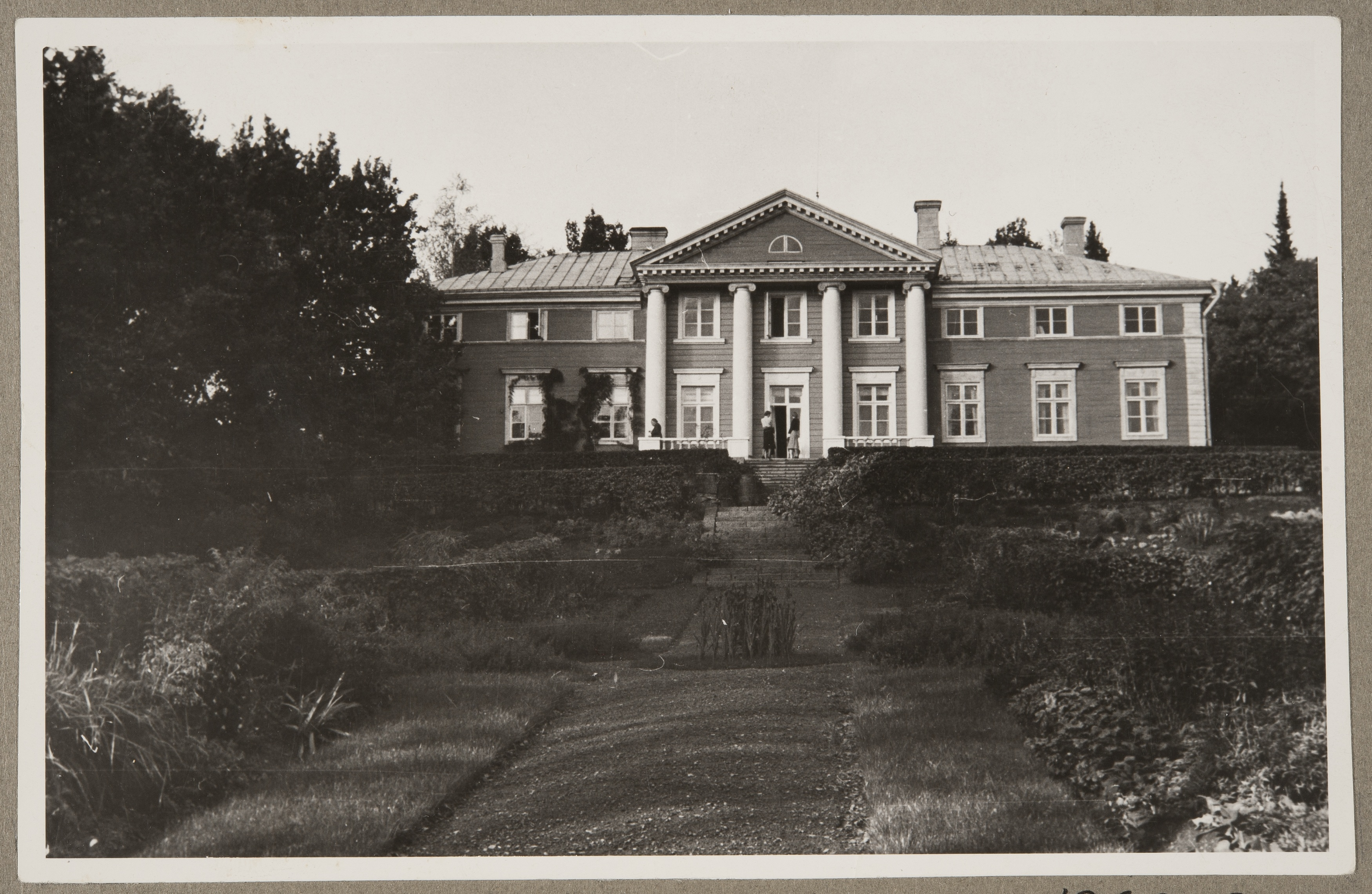
La façade arrière entre 1915 et 1949
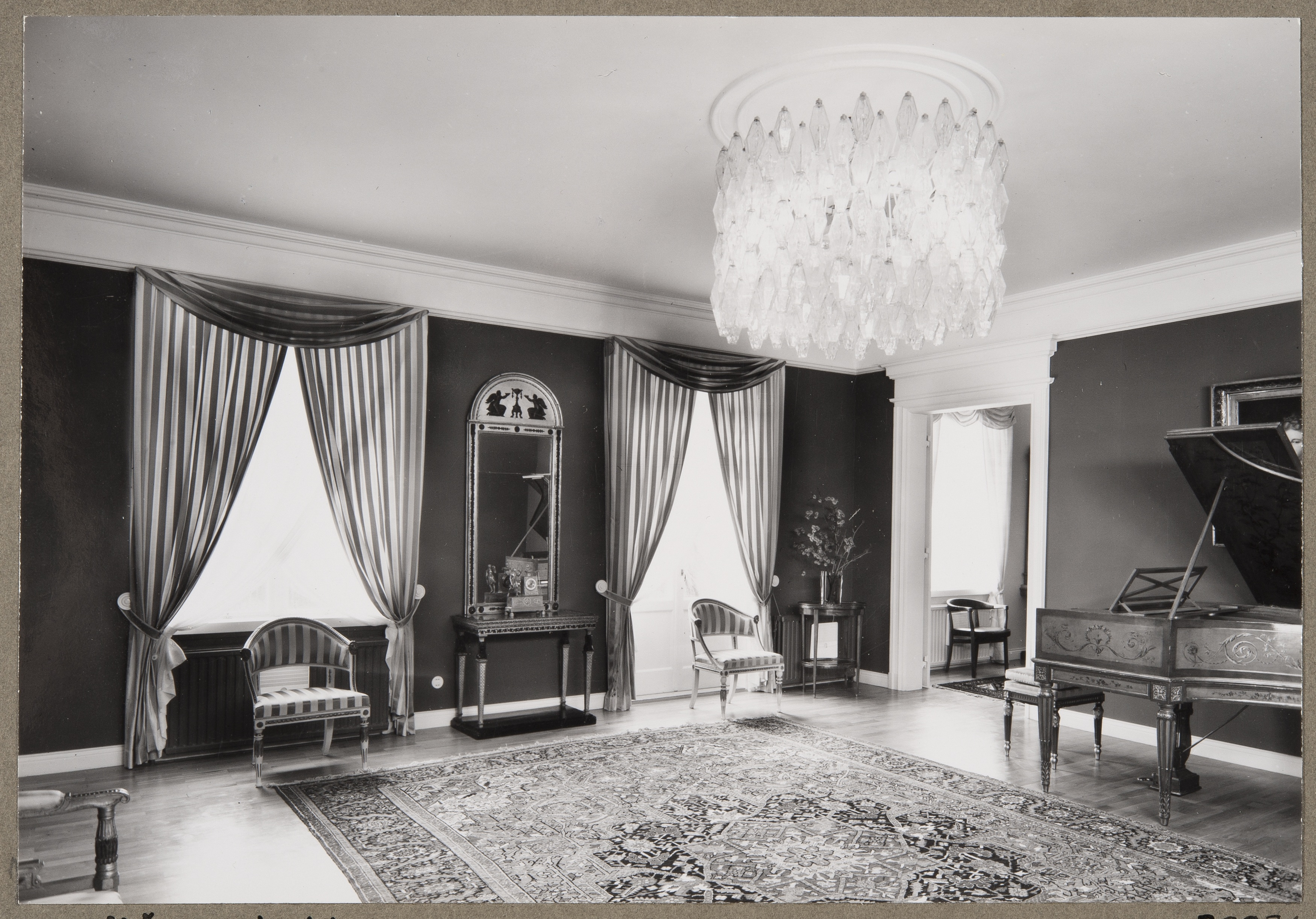
Une des salles de réception en 1964